# La rebel
 La rebel  (original: Inside Daisy Clover) és una pel·lícula estatunidenca dirigida per Robert Mulligan, estrenada el 1965. Ha estat doblada al català. Basada en la novel·la de Gavin Lambert (1963), la protagonitzen Natalie Wood, Christopher Plummer, Robert Redford, Roddy McDowall i Ruth Gordon, que va ser nominada als oscar.

## Argument
Situada a mitjans dels anys 30, la trama se centra en Daisy Clover (Wood), una adolescent que viu en un remolc atrotinat amb la seva mare excèntrica (Gordon) en una platja de Califòrnia i somnia amb la fama de Hollywood. Presenta un enregistrament al conegut productor de cinema Ray Swan (Plummer), que la contracta. Ray i la seva dona Melora (Katharine Bard) fan que Dausy aconsegueixi la fama de qualsevol manera, forçant Daisy a tractar amb les pressions de la fama i la manipulació de la seva vida i carrera. Daisy, de forma retcent, accepta ingressar la seva mare en una institució mental, per protegir la reputació de Daisy com la "America's valentine", i diu a alguns entrevistadors que la seva mare és morta.

## Repartiment
- Natalie Wood: Daisy Clover
- Christopher Plummer: Raymond Swan
- Robert Redford: Wade Lewis / Lewis Wade
- Roddy McDowall: Walter Baines
- Ruth Gordon: Sra. Clover
- Katharine Bard: Melora Swan
- Peter Helm: Milton Hopwood
- Betty Harford: Gloria Clover Goslett
- John Hale: Harry Goslett
- Harold Gould: Cop on Pier
- Ottola Nesmith: Dolores
- Edna Holland: Cynara

## Premis i nominacions

### Premis
- 1966. Globus d'Or a la millor actriu secundària per Ruth Gordon
- 1966. Globus d'Or al millor actor novell per Robert Redford

### Nominacions
- 1966. Oscar a la millor actriu secundària per Ruth Gordon
- 1966. Oscar a la millor direcció artística per Robert Clatworthy i George James Hopkins
- 1966. Oscar al millor vestuari per Edith Head i Bill Thomas
- 1966. Globus d'Or a la millor actriu musical o còmica per Natalie Wood